# Hoxie (Arkansas)
Hoxie – miasto w Stanach Zjednoczonych, w stanie Arkansas, w hrabstwie Lawrence

## Demografia
W roku 2000 miasto zamieszkiwało 385 osób, a gęstość zaludnienia wynosiła 71,3 osoby/km². W roku 2023 liczba mieszkańców wzrosła do 2609 osób, a gęstość zaludnienia do 483,1 osoby/km². Jest najszybciej rosnącą miejscowością stanu Arkansas. Na przestrzeni ćwierćwiecza (lata 2000-2023) liczba mieszkańców wzrosła ponad 6,7-krotnie.